# Klubowy Puchar Europy w szachach (2012)
2012 – dwudziesty ósmy sezon Klubowego Pucharu Europy w szachach. Rozgrywki odbyły się w Ejlacie w dniach 11–17 października 2012 roku. Tytuł zdobył azerski SOCAR-Azerbaijan.

## Format rozgrywek
Turniej odbywał się systemem szwajcarskim na dystansie siedmiu rund. W przypadku identycznej liczby punktów decydował system Sonneborna-Bergera, a przy dalszej równości – łączna liczba punktów uzyskanych przez zawodników.

## Uczestnicy
W nawiasie podano średni ranking Elo. Źródło: OlimpBase

- Jutes of Kent (2275)
- White Rose Chess Club (2260)
- SOCAR-Azerbaijan (2747)
- KSK 47 Eynatten (2430)
- L’Échiquier Amaytois (2301)
- Ładia Mińsk (2258)
- Wieśninka-Gran Mińsk (2427)
- ŠK Široki Brijeg (2489)
- G-Team Nový Bor (2677)
- Expik Prisztina (1999)
- Shakkivelhot Porvoo (1868)
- Tammer-Shakki (2305)
- Gros XT (2553)
- De Stukkenjagers (2327)
- Ashdod City Club (2668)
- Beer Sheva Chess Club (2603)
- Elicur Petach Tikwa (2405)
- Hapoel Kefar Sawa (2360)
- Hapoel Riszon le-Cijjon (2493)
- Gambit-Aseko Skopje (2356)
- Perfect (2380)
- CE Monte-Carlo (2156)
- OSG Baden-Baden (2690)
- Oslo SS (2317)
- SOSS-Selvaagbygg (2211)
- Ekonomist-SGSEU Saratów (2714)
- Jugra Chanty-Mansyjsk (2706)
- SPBSzF Petersburg (2706)
- SzSM-64 Moskwa (2708)
- Tomsk-400 (2690)
- CE Genève (2340)
- SG Zürich (2452)
- SK Team Viking (2419)
- Obiettivo Risarcimento Padova (2566)

## Rozgrywki

### Runda 1
Źródło: OlimpBase
11 października 2012
| SOCAR-Azerbaijan – Ashdod City Club 2½:3½                   |
| Beer Sheva Chess Club – SzSM-64 Moskwa 1½:4½                |
| Ekonomist-SGSEU Saratów – Obiettivo Risarcimento Padova 5:1 |
| Gros XT – SPBSzF Petersburg 1:5                             |
| Jugra Chanty-Mansyjsk – Hapoel Riszon le-Cijjon 5½:½        |
| ŠK Široki Brijeg – OSG Baden-Baden 1:5                      |
| Tomsk-400 – SG Zürich 5:1                                   |
| KSK 47 Eynatten – G-Team Nový Bor 2:4                       |
| Wieśninka-Gran Mińsk – SK Team Viking 4½:1½                 |
| Ładia Mińsk – Hapoel Kefar Sawa 2:4                         |
| Elicur Petach Tikwa – Jutes of Kent 4:2                     |
| White Rose Chess Club – Gambit-Aseko Skopje 2½:3½           |
| CE Genève – Perfect 4½:1½                                   |
| SOSS-Selvaagbygg – De Stukkenjagers 2:4                     |
| Oslo SS – CE Monte-Carlo ½:½                                |
| Expik Prisztina – Tammer-Shakki 1½:4½                       |
| L’Échiquier Amaytois – Shakkivelhot Porvoo 5:1              |

### Runda 2
Źródło: OlimpBase
12 października 2012
| SzSM-64 Moskwa – OSG Baden-Baden 3:3                |
| G-Team Nový Bor – Ekonomist-SGSEU Saratów 2½:3½     |
| SPBSzF Petersburg – Wieśninka-Gran Mińsk 5:1        |
| Ashdod City Club – Jugra Chanty-Mansyjsk 3½:2½      |
| Gambit-Aseko Skopje – SOCAR-Azerbaijan ½:5½         |
| Hapoel Riszon le-Cijjon – Tomsk-400 0:6             |
| Beer Sheva Chess Club – Elicur Petach Tikwa 4:2     |
| Tammer-Shakki – Obiettivo Risarcimento Padova 3½:2½ |
| Gros XT – CE Genève 4:2                             |
| ŠK Široki Brijeg – L’Échiquier Amaytois 4:2         |
| SG Zürich – Oslo SS 3½:2½                           |
| De Stukkenjagers – KSK 47 Eynatten 2½:3½            |
| Hapoel Kefar Sawa – SK Team Viking 2½:3½            |
| CE Monte-Carlo – Ładia Mińsk 1½:4½                  |
| Jutes of Kent – Expik Prisztina 3½:2½               |
| Shakkivelhot Porvoo – White Rose Chess Club 3½:2½   |
| Perfect – SOSS-Selvaagbygg 5:1                      |

### Runda 3
Źródło: OlimpBase
13 października 2012
| Tammer-Shakki – SPBSzF Petersburg ½:5½                        |
| Tomsk-400 – Ashdod City Club 3½:2½                            |
| OSG Baden-Baden – Ekonomist-SGSEU Saratów 2:4                 |
| Jugra Chanty-Mansyjsk – SzSM-64 Moskwa 3½:2½                  |
| SOCAR-Azerbaijan – Oslo SS 6:0                                |
| Gambit-Aseko Skopje – G-Team Nový Bor ½:5½                    |
| L’Échiquier Amaytois – Beer Sheva Chess Club 1:5              |
| De Stukkenjagers – Gros XT 1½:4½                              |
| Jutes of Kent – ŠK Široki Brijeg 1½:4½                        |
| Perfect – SG Zürich 1½:4½                                     |
| SK Team Viking – KSK 47 Eynatten 4:2                          |
| Elicur Petach Tikwa – Wieśninka-Gran Mińsk 1:5                |
| Shakkivelhot Porvoo – Hapoel Kefar Sawa 2½:3½                 |
| CE Genève – Ładia Mińsk 3:3                                   |
| Obiettivo Risarcimento Padova – Hapoel Riszon le-Cijjon 2½:3½ |
| White Rose Chess Club – SOSS-Selvaagbygg 4:2                  |
| Expik Prisztina – CE Monte-Carlo 3:3                          |

### Runda 4
Źródło: OlimpBase
14 października 2012
| Ekonomist-SGSEU Saratów – SPBSzF Petersburg 2½:3½     |
| Tomsk-400 – Tammer-Shakki 6:0                         |
| SG Zürich – SOCAR-Azerbaijan 0:6                      |
| Wieśninka-Gran Mińsk – Jugra Chanty-Mansyjsk 2:4      |
| G-Team Nový Bor – Beer Sheva Chess Club 3½:2½         |
| Ashdod City Club – ŠK Široki Brijeg 4:2               |
| SK Team Viking – Gros XT 2:4                          |
| Hapoel Kefar Sawa – CE Genève 4½:1½                   |
| Ładia Mińsk – OSG Baden-Baden ½:5½                    |
| SzSM-64 Moskwa – Jutes of Kent 5:1                    |
| Hapoel Riszon le-Cijjon – Shakkivelhot Porvoo 6:0     |
| Elicur Petach Tikwa – Gambit-Aseko Skopje 2½:3½       |
| Oslo SS – Perfect 2½:3½                               |
| White Rose Chess Club – De Stukkenjagers 3½:2½        |
| KSK 47 Eynatten – CE Monte-Carlo 6:0                  |
| Expik Prisztina – L’Échiquier Amaytois 2½:3½          |
| SOSS-Selvaagbygg – Obiettivo Risarcimento Padova ½:5½ |

### Runda 5
Źródło: OlimpBase
15 października 2012
| SPBSzF Petersburg – Tomsk-400 4:2              |
| SOCAR-Azerbaijan – G-Team Nový Bor 3½:2½       |
| Gros XT – Ekonomist-SGSEU Saratów 1½:4½        |
| Ashdod City Club – Hapoel Kefar Sawa 4:2       |
| OSG Baden-Baden – Jugra Chanty-Mansyjsk 2½:3½  |
| Hapoel Riszon le-Cijjon – SzSM-64 Moskwa 2½:3½ |
| ŠK Široki Brijeg – Gambit-Aseko Skopje 3:3     |
| L’Échiquier Amaytois – SG Zürich 2½:3½         |
| KSK 47 Eynatten – White Rose Chess Club 4:2    |
| Perfect – Wieśninka-Gran Mińsk 0:6             |
| Tammer-Shakki – SK Team Viking 0:6             |
| Beer Sheva Chess Club – Ładia Mińsk 4:2        |
| CE Genève – Elicur Petach Tikwa 2½:3½          |
| Obiettivo Risarcimento Padova – Oslo SS 4½:1½  |
| Jutes of Kent – Shakkivelhot Porvoo 5:1        |
| CE Monte-Carlo – De Stukkenjagers 0:6          |
| SOSS-Selvaagbygg – Expik Prisztina 2½:3½       |

### Runda 6
Źródło: OlimpBase
16 października 2012
| SPBSzF Petersburg – SOCAR-Azerbaijan 2½:3½          |
| Ekonomist-SGSEU Saratów – Ashdod City Club 2½:3½    |
| Jugra Chanty-Mansyjsk – Tomsk-400 1½:4½             |
| SzSM-64 Moskwa – SG Zürich 5:1                      |
| G-Team Nový Bor – Hapoel Kefar Sawa 5:1             |
| Gros XT – Beer Sheva Chess Club 3½:2½               |
| Wieśninka-Gran Mińsk – KSK 47 Eynatten 4:2          |
| SK Team Viking – ŠK Široki Brijeg ½:5½              |
| Gambit-Aseko Skopje – OSG Baden-Baden 1½:4½         |
| Obiettivo Risarcimento Padova – Jutes of Kent 4:2   |
| L’Échiquier Amaytois – Hapoel Riszon le-Cijjon ½:5½ |
| Elicur Petach Tikwa – Perfect 3:3                   |
| De Stukkenjagers – Tammer-Shakki 2½:3½              |
| White Rose Chess Club – CE Genève 3½:2½             |
| Ładia Mińsk – Expik Prisztina 5:1                   |
| Shakkivelhot Porvoo – Oslo SS 2:4                   |
| CE Monte-Carlo – SOSS-Selvaagbygg ½:5½              |

### Runda 7
Źródło: OlimpBase
17 października 2012
| Tomsk-400 – SOCAR-Azerbaijan 1:5                        |
| Ashdod City Club – SPBSzF Petersburg 2:4                |
| SzSM-64 Moskwa – Gros XT 4½:1½                          |
| Ekonomist-SGSEU Saratów – Wieśninka-Gran Mińsk 4½:1½    |
| Jugra Chanty-Mansyjsk – G-Team Nový Bor 3½:2½           |
| OSG Baden-Baden – Tammer-Shakki 5½:½                    |
| ŠK Široki Brijeg – White Rose Chess Club 5½:½           |
| SG Zürich – Beer Sheva Chess Club 2½:3½                 |
| Hapoel Kefar Sawa – Obiettivo Risarcimento Padova 1½:4½ |
| Hapoel Riszon le-Cijjon – SK Team Viking 5:1            |
| KSK 47 Eynatten – Elicur Petach Tikwa 3½:2½             |
| Perfect – Ładia Mińsk 2½:3½                             |
| Gambit-Aseko Skopje – L’Échiquier Amaytois 2:4          |
| Oslo SS – Jutes of Kent 2½:3½                           |
| Expik Prisztina – De Stukkenjagers 2½:3½                |
| CE Genève – SOSS-Selvaagbygg 4½:1½                      |
| Shakkivelhot Porvoo – CE Monte-Carlo 3:3                |

## Klasyfikacja
Źródło: OlimpBase
| Msc | Zespół                        | M | W | R | P | Pkt |
| --- | ----------------------------- | - | - | - | - | --- |
| 1   | SOCAR-Azerbaijan              | 7 | 6 | 0 | 1 | 12  |
| 2   | SPBSzF Petersburg             | 7 | 6 | 0 | 1 | 12  |
| 3   | SzSM-64 Moskwa                | 7 | 5 | 1 | 1 | 11  |
| 4   | Ekonomist-SGSEU Saratów       | 7 | 5 | 0 | 2 | 10  |
| 5   | Jugra Chanty-Mansyjsk         | 7 | 5 | 0 | 2 | 10  |
| 6   | Ashdod City Club              | 7 | 5 | 0 | 2 | 10  |
| 7   | Tomsk-400                     | 7 | 5 | 0 | 2 | 10  |
| 8   | OSG Baden-Baden               | 7 | 4 | 1 | 2 | 9   |
| 9   | ŠK Široki Brijeg              | 7 | 4 | 1 | 2 | 9   |
| 10  | G-Team Nový Bor               | 7 | 4 | 0 | 3 | 8   |
| 11  | Wieśninka-Gran Mińsk          | 7 | 4 | 0 | 3 | 8   |
| 12  | Beer Sheva Chess Club         | 7 | 4 | 0 | 3 | 8   |
| 13  | Gros XT                       | 7 | 4 | 0 | 3 | 8   |
| 14  | Hapoel Riszon le-Cijjon       | 7 | 4 | 0 | 3 | 8   |
| 15  | Obiettivo Risarcimento Padova | 7 | 4 | 0 | 3 | 8   |
| 16  | KSK 47 Eynatten               | 7 | 4 | 0 | 3 | 8   |
| 17  | Ładia Mińsk                   | 7 | 3 | 1 | 3 | 7   |
| 18  | Hapoel Kefar Sawa             | 7 | 3 | 0 | 4 | 6   |
| 19  | SK Team Viking                | 7 | 3 | 0 | 4 | 6   |
| 20  | Jutes of Kent                 | 7 | 3 | 0 | 4 | 6   |
| 21  | White Rose Chess Club         | 7 | 3 | 0 | 4 | 6   |
| 22  | De Stukkenjagers              | 7 | 3 | 0 | 4 | 6   |
| 23  | SG Zürich                     | 7 | 3 | 0 | 4 | 6   |
| 24  | L’Échiquier Amaytois          | 7 | 3 | 0 | 4 | 6   |
| 25  | Tammer-Shakki                 | 7 | 3 | 0 | 4 | 6   |
| 26  | CE Genève                     | 7 | 2 | 1 | 4 | 5   |
| 27  | Elicur Petach Tikwa           | 7 | 2 | 1 | 4 | 5   |
| 28  | Gambit-Aseko Skopje           | 7 | 2 | 1 | 4 | 5   |
| 29  | Perfect                       | 7 | 2 | 1 | 4 | 5   |
| 30  | Oslo SS                       | 7 | 2 | 0 | 5 | 4   |
| 31  | Expik Prisztina               | 7 | 1 | 1 | 5 | 3   |
| 32  | Shakkivelhot Porvoo           | 7 | 1 | 1 | 5 | 3   |
| 33  | SOSS-Selvaagbygg              | 7 | 1 | 0 | 6 | 2   |
| 34  | CE Monte-Carlo                | 7 | 0 | 2 | 5 | 2   |